# Olewin (województwo małopolskie)
Olewin – wieś w Polsce położona w województwie małopolskim, w powiecie olkuskim, w gminie Olkusz.

## Części wsi
| SIMC    | Nazwa    | Rodzaj    |
| ------- | -------- | --------- |
| 0218041 | Mokradła | część wsi |
| 0218058 | Zagórcze | część wsi |

## Historia
Dawniej miejscowość tę nazywano Olelinem lub Oławinem. Pierwsza wzmianka o wsi występuje w zapiskach sądowych z roku 1388. Od roku 1388 do 1411 w posiadaniu Mikołaja oraz jego trzech synów. Pomiędzy 1415 a 1417 Olewin został zakupiony za cenę 160 grzywien przez rajcę olkuskiego Mikołaja Fingra. Około roku 1470 wieś była własnością królewską. W roku 1665 Olelin należał do zamku w Ogrodzieńcu. Około roku 1790 zamieszkiwany przez 55 mieszkańców, znajdowało się tam 15 domów. W trakcie II wojny światowej przez pobliską ścieżkę przekraczano zieloną granicę pomiędzy Generalnym Gubernatorstwem a III Rzeszą.
W latach 1975–1998 miejscowość położona była w województwie katowickim.